# 野間峻祥
野間 峻祥（のま たかよし、1993年1月28日 - ）は、兵庫県三木市出身のプロ野球選手（外野手）。右投左打。広島東洋カープ所属。

## 経歴

### プロ入り前
小学校1年生の時に両親が離婚。姉や弟と共に母親のもとで育った。
三木市立自由が丘中学校時代は神戸須磨クラブに所属。後にプロでもチームメイトとなる戸田隆矢は1学年後輩に当たる。
兵庫県神戸市にある村野工業高校から岐阜県関市にある中部学院大学に進学。大学では、俊足強肩を武器に、1年時から対外試合に先発出場した。東海地区大学野球リーグでベストナイン7回、首位打者1回、盗塁王2回という実績を残し、3年時からは2年続けて明治神宮大会に出場した。同大会では、九州産業大学の浜田智博から、通算で3打数3安打を記録。4年時には準々決勝まで進んだものの、江越大賀・今永昇太を擁する駒澤大学に1-3で敗れている。
2014年度プロ野球ドラフト会議で、広島東洋カープから1巡目指名を受けた。有原航平の重複指名における抽選を外した後の再入札での単独指名だった。契約金1億円プラス出来高払い5000万円、年俸1500万円（金額は推定）という条件で入団。会議前に一軍監督へ就任したばかりの緒方孝市が、新人外野手時代に付けていた背番号37を着用することも決まった。中部学院大出身のプロ野球選手は、西濃運輸を経て2012年にドラフト4位で阪神に入団した小豆畑眞也以来2人目で、中部学院大学から直接プロに入った選手は野間が初めてであった。

### 広島時代

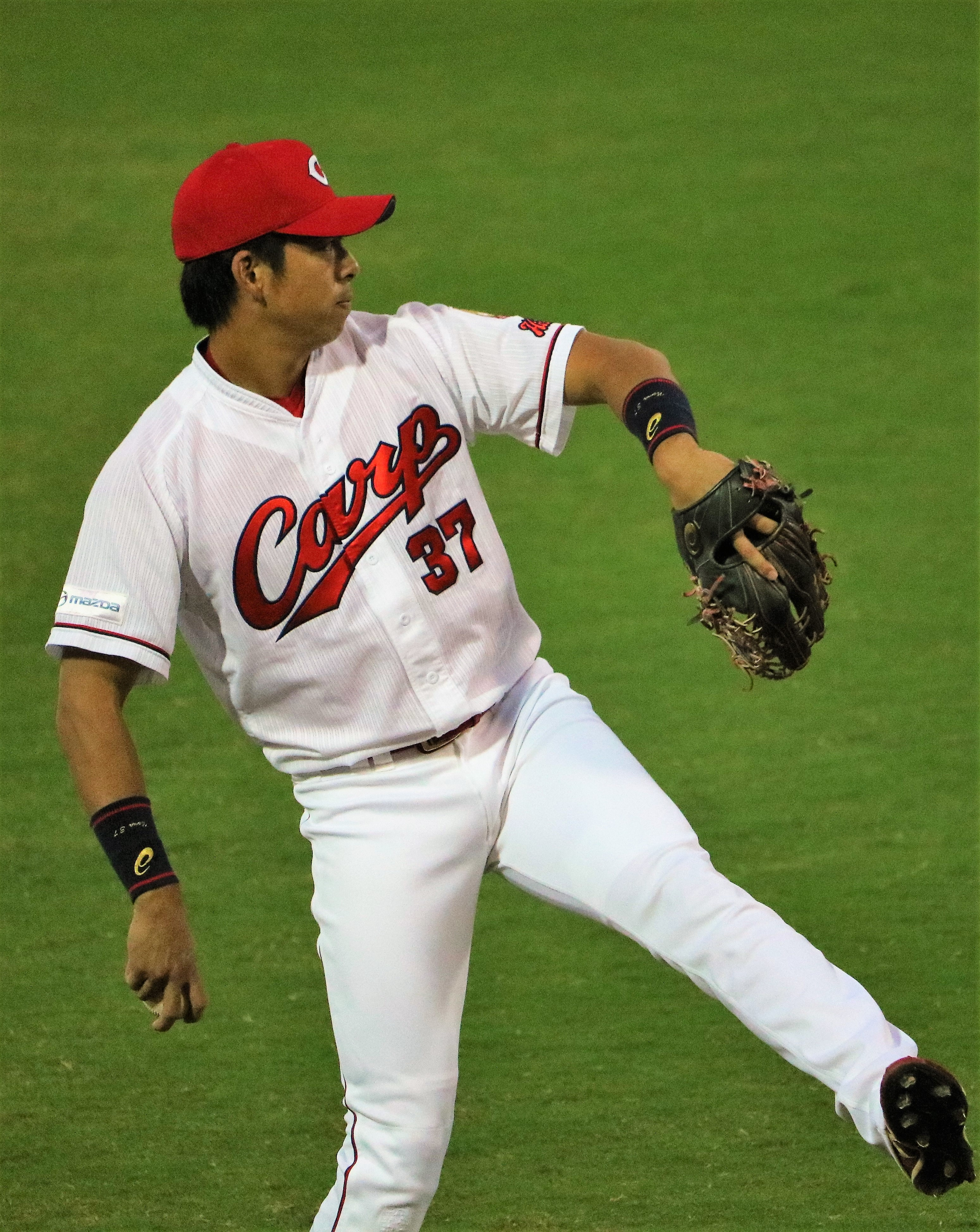
守備に就く野間（2017年9月28日 マツダスタジアム）

2015年は、2月21日に、オープン戦の初戦に当たる読売ジャイアンツ戦で、「1番・右翼手」として先発出場。この年のNPBの新人選手では最も早く、6回裏に小山雄輝から本塁打を放った。オープン戦の初戦で本塁打を放った広島の新人選手は、1984年の小早川毅彦以来31年ぶりであった。オープン戦には12試合に出場。打撃面で22打数3安打と振るわなかったものの、守備や走塁が一軍の首脳陣に高く評価されたことから、開幕一軍入りを果たした。3月27日に、東京ヤクルトスワローズとの開幕戦（MAZDA Zoom-Zoom スタジアム広島）8回裏に、代走として一軍デビュー。2日後（3月29日）の同カードで「1番・右翼手」として公式戦初の先発出場を果たすと、第1打席でプロ初安打（二塁打）を放った。4月2日の横浜DeNAベイスターズ戦（横浜スタジアム）では、プロ初の猛打賞、初打点、初補殺を記録。4月19日の対中日ドラゴンズ戦（広島）では、オープン戦に続いて、NPBの新人選手では最も早く公式戦での初本塁打を記録した。相手投手が前述した浜田で、一軍デビューが野間との対戦でもあったことから、「新人投手が一軍公式戦で初めて対した新人打者によるプロ初本塁打」というNPB史上初の記録も達成した。
レギュラーシーズン中は、終始一軍に帯同。シーズン途中から主に代走や守備要員として起用された関係で、一軍公式戦127試合に出場しながら、通算の打席数は188にとどまった。通算打率も.241であったが、セントラル・リーグ2位の6三塁打を記録。外野守備でリーグ4位の6補殺を記録したほか、「隙あらば野間」というフレーズが生まれるほどのインパクトを残した。
2016年は、2年連続で開幕一軍入りを果たした。しかし開幕から8打席ノーヒットと精彩を欠いたため、開幕直後の4月3日にプロ入り後初めて出場選手登録を抹消された。その後シーズンの大半を二軍で過ごしたが、9月10日に天谷宗一郎と入れ替わり一軍に復帰した。なお、チームはその日25年ぶりのリーグ優勝を果たした。復帰後の出場機会は14打席（13打数）と限られたが、7安打を放ち打率.538を記録した。最終的には前年の127試合から100試合以上出場を減らし21試合の出場に終わった。
2017年は、キャンプ中に右腹斜筋筋挫傷で負傷離脱した影響もあり、3年連続開幕一軍はならず、4月22日に一軍登録された。代走、守備固めとして一軍に帯同し98試合に出場した。
2018年は、2年ぶりに開幕一軍入りを果たす。開幕後しばらくは前年同様代走・守備固めでの起用がメインで打席数が少なく打率も低迷していたが、「7番・右翼手」として先発出場した4月21日の中日戦(ナゴヤドーム)で猛打賞を記録したのを皮切りに打撃が大幅に向上。打率は3割を大きく超え、正中堅手の丸佳浩が負傷離脱している間はほぼ全試合に中堅手として起用されるなど一気にブレイクを果たした。5月19日のヤクルト戦(マツダスタジアム)では2点を追う3回裏に自身初の満塁本塁打を放ち、チームを逆転勝利に導いた。その後も6月6日の北海道日本ハムファイターズ戦で自身初のサヨナラ適時打、6月28日の巨人戦で菅野智之から逆転3点本塁打を放つなど随所で活躍を見せたが、7月21日の巨人戦での守備の際に左足を痛め途中交代し、翌日に登録抹消された。8月7日に復帰し、再び先発出場を続けた。以降はやや調子を落としながらも3割近い打率をキープし、8月21日からは約1か月間、不調の田中広輔に代わり1番打者として起用された。最終的には126試合に出場し、初めて規定打席に到達。打率.286、5本塁打、46打点、17盗塁という成績を残した。シーズンオフの契約更改では1800万円アップの年俸3400万円（推定）でサインした。
2019年は開幕から絶好調で、巨人との開幕カードでは3戦全てでマルチ安打を記録するなど開幕から不振に喘ぐ打線を支えた。その後は調子を落とし、5月には前年同様、極度の打撃不振に苦しんでいた田中に代わって1番打者を務めたが、その後は先発を外れる試合が相次いだ。結局シーズン終了までに定位置の奪回には至らず、2年連続の規定打席到達とならなかった上、打率.248、2本、16打点と打撃成績を大きく落とした。
2020年も打撃の調子が今一つ上がらず、代走や守備固めでの起用が中心となった。2年目の大盛穂や新外国人のホセ・ピレラらが台頭した影響で3年ぶりに出場試合数が3桁を割り、打率.240、盗塁数はわずか2個と低迷した。
2021年は、6月30日の巨人戦（東京ドーム）で山口俊から8回一死まで打線が無安打に抑えられていたが、打席が回ってきた野間が2年ぶりとなる本塁打を放ちノーヒットノーランを阻止し、1対0でチームを勝利に導いた。7月からは1番打者に定着するも、9月19日のヤクルト戦で下半身のコンディション不良により途中交代し、22日に一軍登録を抹消された。最終的に74試合の出場で打率.272、2本塁打、12打点という成績でシーズンを終えた。12月17日には翌シーズンから鈴木誠也の後を引き継ぎ、野手主将を務めることが発表された。
2022年は、新型コロナウイルスの濃厚接触疑いでキャンプに出遅れ2月6日から合流。打撃の調子が上がらない中、3月15日の対ロッテ戦（オープン戦、ZOZOマリン）の試合前守備練習中に他選手と接触、頭部を打撲して緊急搬送された。治療調整後、開幕一軍登録されるも打撃不調で4月6日に二軍降格、二軍で調子を上げ5月19日の一軍再昇格戦で巨人先発菅野智之から先制適時打を放つなど先発として活躍を続けるも、8月16日に新型コロナウイルスの陽性判定を受け、特例2022で登録抹消。8月27日に復帰。この抹消期間中に国内FA権を取得した。最終的に85試合の出場で打率.312、99安打（0本塁打）、16打点の成績となり、新型コロナウイルスなどのアクシデントに翻弄されたシーズンだった。オフの10月21日、国内FA権を行使せず残留することを発表、「取ってもらったところでお世話になるのが一番」とコメントした。
2023年は、春キャンプ参加中、2016年・2018年に続き5年ぶりに感冒性胃腸炎を発症、数日間の安静を取った。その後復調し、新井貴浩新監督のもと開幕スタメンを勝ち取り主に「2番・右翼手」で出場を重ねたが、5月16日の対DeNA戦（横浜）で初回にバウアーから放った二塁打の走塁中に足を痛め途中交代、大事を取り5月17日に登録抹消。6月6日に一軍復帰、6月16日の交流戦対楽天戦（マツダ）では、同点の9回裏一死二塁から放った打球が一塁ベースに当たり安打となり、自身4年ぶり3度目のサヨナラ打となった。9月15日の対阪神戦で左太腿裏の張りを訴え途中交代、9月17日に再度登録抹消となった。その後、クライマックスシリーズ（CS）を控えた10月4日に復帰、CS全試合に先発出場し5年ぶりのファイナルステージ進出に貢献した。この年は108試合の出場で打率.286、106安打（0本塁打）、26打点の成績を収め、出塁率（.351）、得点圏打率（.348）は自己最高記録を更新した。12月4日に推定年俸6800万円で契約を更改した。
2024年は、過去3回の春キャンプ中の胃腸炎罹患を反省し、寝具の持参や食事面の見直し等、体調管理の徹底に努め、その甲斐あってか無事キャンプを完走、前年に続き開幕一軍を勝ち取った。4月2日の対ヤクルト戦（マツダ）では1-1の8回二死二塁から決勝打を放ち、本拠地開幕戦を勝利に導き、5月24日の対DeNA戦（横浜）では延長10回に同年1号2ランを放ち、2021年以来3年ぶりに本塁打を記録した。6月7日にチームメイトの大瀬良大地がノーヒットノーランを達成した試合（対ロッテ、マツダスタジアム）では決勝打を放ったが、野間本人は9回の守備に就くまで記録達成寸前の状況に全く気付いていなかったという。7月5日の対中日戦（バンテリンドーム）では、自身プロ初のスタメン4番打者に抜擢されるも、無安打に終わった。この年はコンディション不良でベンチを外れる機会はあったものの、大きな故障も、一軍登録抹消されることもなくシーズン完走、2018年以来となる自身2度目の規定打席に到達した。シーズン最終成績は113試合、打率.271、106安打（1本塁打）、28打点。11月25日に1200万円増となる推定年俸8000万円で契約更改。

## 選手としての特徴
チーム屈指の高い身体能力の持ち主。

### 打撃
初球を基本振らず、相手に球数を投げさせる打撃スタイル。広島入団当初は持ち前のパンチ力を生かした長打も武器としていたが、2019年途中から翌2020年まで打撃不振に苦しんだことにより、2021年に打撃フォーム改造を決意。バットを短く持ち、可能な限り球を引き付け、トップからインパクトまで最短距離でバットを出す打法を編み出した。以降は2023年に58連続単打を記録するなど極端に長打が減ったものの、逆方向にライナー性の強い打球を打てるようになり、追い込まれてからの粘り強さと得点圏での勝負強さも増した。なお、野間自身は「長打を捨てた訳ではない」と語り、2023年オフには長打力アップのため筋力強化と打撃フォーム再改造に取り組んでいる。

### 守備・走塁
50メートルを5秒7で走る俊足、遠投110メートルの強肩を生かした高い守備力を誇る。

## 人物
広島に入団後は、チームのいじられ役として愛され、ムードメーカーとしても活躍している。
入団時の監督である緒方孝市から大きく期待されており、緒方が入団時に背負った背番号「37」が託されている。また、2019年に丸佳浩の人的補償で巨人から移籍してきた長野久義が、フロントから緒方が全盛期に背負い、前年まで丸が着けていた背番号「9」を打診されるも、「将来、野間に着けて欲しい」との配慮から断っている。しかし、背番号9は空き番を経て、緒方退任後の2022年途中に入団した秋山翔吾が着けることになった。
広島入団後は同僚で年下の鈴木誠也、西川龍馬と互いをいじり合うなど仲が良く、公私ともに親交が深い。
2022年のオフから、本人曰く「山籠り」の自主トレを敢行している。単身で「兵庫県の山の中（本人談）」に赴き、自費購入した打撃マシンをひたすら打ち込むという。

## 詳細情報

### 年度別打撃成績
| 年 度      | 球 団      | 試 合 | 打 席 | 打 数 | 得 点 | 安 打 | 二 塁 打 | 三 塁 打 | 本 塁 打 | 塁 打 | 打 点 | 盗 塁 | 盗 塁 死 | 犠 打 | 犠 飛 | 四 球 | 敬 遠 | 死 球 | 三 振 | 併 殺 打 | 打 率 | 出 塁 率 | 長 打 率 | O P S |
| ---------- | ---------- | ----- | ----- | ----- | ----- | ----- | -------- | -------- | -------- | ----- | ----- | ----- | -------- | ----- | ----- | ----- | ----- | ----- | ----- | -------- | ----- | -------- | -------- | ----- |
| 2015       | 広島       | 127   | 188   | 170   | 21    | 41    | 7        | 6        | 1        | 63    | 10    | 8     | 2        | 6     | 1     | 10    | 0     | 1     | 37    | 2        | .241  | .286     | .371     | .656  |
| 2016       | 広島       | 21    | 25    | 24    | 4     | 7     | 0        | 0        | 0        | 7     | 1     | 1     | 1        | 1     | 0     | 0     | 0     | 0     | 3     | 1        | .292  | .292     | .292     | .583  |
| 2017       | 広島       | 98    | 85    | 74    | 34    | 14    | 1        | 0        | 0        | 15    | 2     | 10    | 5        | 4     | 0     | 7     | 0     | 0     | 13    | 1        | .189  | .259     | .203     | .462  |
| 2018       | 広島       | 126   | 447   | 405   | 64    | 116   | 14       | 7        | 5        | 159   | 46    | 17    | 10       | 4     | 2     | 30    | 0     | 6     | 69    | 2        | .286  | .343     | .393     | .736  |
| 2019       | 広島       | 123   | 353   | 314   | 52    | 78    | 10       | 5        | 2        | 104   | 16    | 14    | 2        | 6     | 1     | 27    | 3     | 5     | 56    | 5        | .248  | .317     | .331     | .648  |
| 2020       | 広島       | 70    | 56    | 50    | 10    | 12    | 0        | 0        | 0        | 12    | 1     | 2     | 3        | 2     | 0     | 4     | 0     | 0     | 17    | 0        | .240  | .296     | .240     | .536  |
| 2021       | 広島       | 74    | 270   | 250   | 27    | 68    | 7        | 2        | 2        | 85    | 12    | 9     | 1        | 1     | 0     | 17    | 0     | 2     | 29    | 3        | .272  | .323     | .340     | .663  |
| 2022       | 広島       | 85    | 338   | 317   | 42    | 99    | 21       | 3        | 0        | 126   | 16    | 7     | 5        | 4     | 0     | 16    | 0     | 1     | 53    | 5        | .312  | .347     | .397     | .745  |
| 2023       | 広島       | 108   | 418   | 371   | 37    | 106   | 11       | 1        | 0        | 119   | 26    | 5     | 6        | 8     | 1     | 33    | 0     | 5     | 51    | 10       | .286  | .351     | .321     | .672  |
| 2024       | 広島       | 113   | 443   | 391   | 40    | 106   | 14       | 5        | 1        | 133   | 28    | 8     | 5        | 3     | 1     | 43    | 1     | 5     | 52    | 9        | .271  | .350     | .340     | .690  |
| 通算：10年 | 通算：10年 | 945   | 2623  | 2366  | 331   | 647   | 85       | 29       | 11       | 823   | 158   | 81    | 40       | 39    | 6     | 187   | 4     | 25    | 380   | 38       | .273  | .332     | .348     | .680  |

- 2024年度シーズン終了時

### 年度別守備成績
| 年 度 | 球 団 | 外野  | 外野  | 外野  | 外野  | 外野  | 外野     |
| 年 度 | 球 団 | 試 合 | 刺 殺 | 補 殺 | 失 策 | 併 殺 | 守 備 率 |
| ----- | ----- | ----- | ----- | ----- | ----- | ----- | -------- |
| 2015  | 広島  | 99    | 87    | 6     | 1     | 0     | .989     |
| 2016  | 広島  | 19    | 14    | 0     | 0     | 0     | 1.000    |
| 2017  | 広島  | 92    | 42    | 1     | 0     | 0     | 1.000    |
| 2018  | 広島  | 123   | 197   | 3     | 1     | 1     | .995     |
| 2019  | 広島  | 109   | 154   | 1     | 2     | 0     | .987     |
| 2020  | 広島  | 54    | 33    | 2     | 0     | 0     | 1.000    |
| 2021  | 広島  | 72    | 147   | 6     | 1     | 0     | .994     |
| 2022  | 広島  | 85    | 145   | 6     | 4     | 2     | .974     |
| 2023  | 広島  | 104   | 182   | 4     | 5     | 0     | .974     |
| 2024  | 広島  | 109   | 186   | 3     | 1     | 0     | .995     |
| 通算  | 通算  | 866   | 1187  | 32    | 15    | 3     | .988     |

- 2024年度シーズン終了時

### 記録
初記録
- 初出場：2015年3月27日、対東京ヤクルトスワローズ1回戦（MAZDA Zoom-Zoom スタジアム広島）、8回裏に松山竜平の代走で出場
- 初打席：同上、10回裏にトニー・バーネットから二飛
- 初先発出場：2015年3月29日、対東京ヤクルトスワローズ3回戦（MAZDA Zoom-Zoom スタジアム広島）、「1番・右翼手」で先発出場
- 初安打：同上、1回裏に杉浦稔大から右越二塁打
- 初打点：2015年4月2日、対横浜DeNAベイスターズ3回戦（横浜スタジアム）、8回表に国吉佑樹から中越適時三塁打
- 初盗塁：2015年4月3日、対中日ドラゴンズ1回戦（ナゴヤドーム）、10回表に二盗（投手：髙橋聡文、捕手：武山真吾）
- 初本塁打：2015年4月19日、対中日ドラゴンズ6回戦（MAZDA Zoom-Zoom スタジアム広島）、8回裏に浜田智博から右越ソロ

節目の記録
- 1000試合出場：2025年7月6日、対読売ジャイアンツ14回戦（東京ドーム）、「5番・右翼手」で先発出場 ※史上539人目[68]

### 背番号
- 37（2015年[4] - ）

### 登場曲
- 「Dragostea Din Tei」O-Zone（2015年 - 2018年）
- 「Numa Numa 2 (feat. Marley Waters)」 ダン・バラン（2019年 - ）
  - サビのフレーズが苗字の「野間」を連想させることにちなんで、同僚の菊池涼介が一方的に選曲[69]。2015年4月7日の対巨人戦から使用している[3]。なお、O-Zoneのボーカルであるダン・バランは野間が同曲を登場曲に使用していることを知っており、2018年に明治神宮野球場で広島戦を観戦すると「長い間野間さんの登場曲に使ってもらい、本当にうれしい。GOカープ、GO広島！」と話す動画をTwitterで配信[69]。それを偶然見つけた野間は「びっくりした。ありがたいですね」と語り、菊池と2人で「いたずらでもこうなるんだ」と盛り上がったという[69]。

## 関連情報

### CM出演
- エディオン広島本店ツインタワー（2019年）